# Xenentodon canciloides
Xenentodon canciloides är en fiskart som först beskrevs av Bleeker, 1853.  Xenentodon canciloides ingår i släktet Xenentodon och familjen näbbgäddefiskar. Inga underarter finns listade i Catalogue of Life.